# Amazon.com

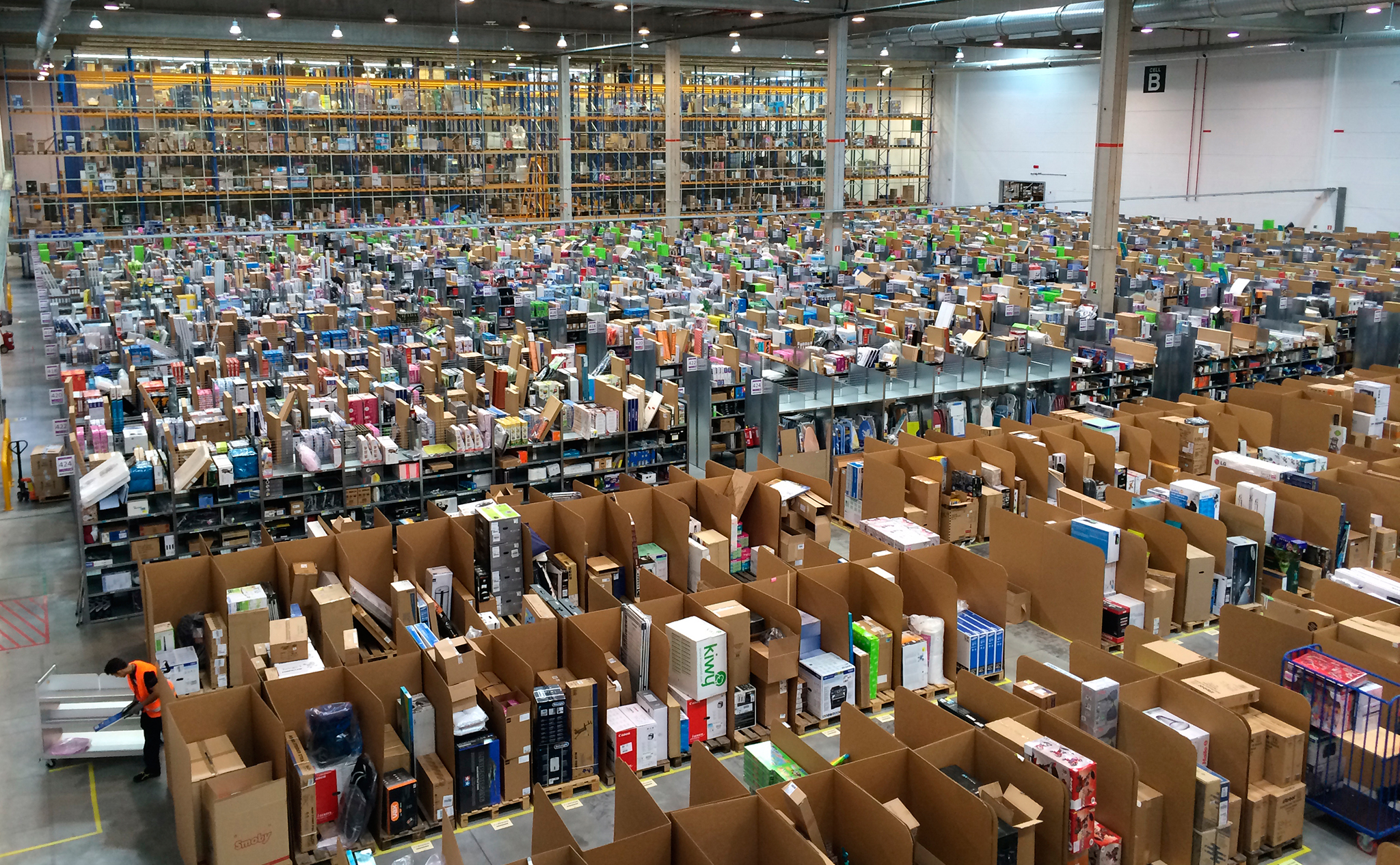
Amazon-magazijn in Spanje

Amazon.com, Inc. (handelsnaam: Amazon) is een Amerikaans e-commercebedrijf gevestigd in Seattle (Washington). Het werd in 1994 opgericht door Jeff Bezos en was een van de eerste grote bedrijven die goederen over het internet verkochten.
Amazon is het moederbedrijf van de film- en televisiestudio Amazon Studios, streamingdienst Prime Video, Amazon Appstore, Amazon Music en Amazon Prime.

## Activiteiten
De activiteiten zijn verdeeld over drie onderdelen:
- North America, de online verkopen maken ongeveer 60% van de totale omzet uit.
- International, met een omzetaandeel van ongeveer een kwart.
- Amazon Web Services (AWS), een snel groeiende activiteit met een omzetaandeel van 17% in 2024.

De webwinkel Amazon.com startte in 1995 in de Verenigde Staten en is gericht op het verkopen van goederen en diensten via het internet, ook wel e-commerce genoemd. Oorspronkelijk verkocht Amazon alleen boeken, maar daar kwamen dvd's, muziekcd's, software, consumentenelektronica, schoonheids- en gezondheidsproducten, voedsel, keukenapparatuur, juwelen en nog veel meer andere artikelen bij. In 2015 was ongeveer een vijfde van de omzet mediagerelateerd en dus zo'n 80% overige artikelen.
Vanaf 2000 verschenen er ook meerdere internationale versies van het online platform, zoals in Frankrijk en Japan. In Nederland heeft Amazon sinds 12 november 2014 een vestiging voor e-books voor zijn tablet (de kindle) en per 10 maart 2020 ook voor overige artikelen. In andere landen zijn wel domeinnamen opgeëist, maar deze verwijzen door naar een van de genoemde vestigingen. Zo verwijst www.amazon.ch (Zwitserland) naar de website in Duitsland. Vanaf halverwege de jaren 2000 ging Amazon derde partijen toelaten op het platform, ook wel de platformeconomie.
Amazon laat klanten toe een recensie achter te laten over de producten en men kan tot vijf sterren geven.
AWS is een van de grootste aanbieders van clouddiensten ter wereld. In 2024 leverde deze activiteit een bijdrage aan de omzet van 108 miljard dollar. AWS levert meer dan de helft van de winst van het bedrijf.
Amazon bezit ook Alexa Internet, A9.com en de Internet Movie Database (IMDb). Daarnaast ontwikkelde het bedrijf Amazon Mechanical Turk.

### Resultaten
Amazon heeft een snelle groei laten zien, in de periode 2000 tot en met 2017 was de gemiddelde omzetgroei bijna 30 procent op jaarbasis. In 2017 steeg de winst scherp, ondanks een gelijk bedrijfsresultaat, door een forse verlaging van de Amerikaanse vennootschapsbelasting. 
In 2015 bereikte het bedrijf voor het eerst een omzet van meer dan 100 miljard dollar. In 2024 was dit ruimschoots verzesvoudigd tot 638 miljard dollar. 
Het bedrijfsonderdeel AWS is veruit het meest winstgevend, dit droeg in 2022 ruim 200% bij aan het bedrijfsresultaat van heel Amazon. In 2022 draaiden de Amerikaanse activiteiten en de internationale operaties met grote verliezen. 
De hoge nettowinst van 2021 was het gevolg van een bate van US$ 11,8 miljard vóór belastingen omdat Rivian Automotive in november 2021 naar de beurs is gegaan. Amazon heeft hierin een aandelenbelang. In 2022 moest Amazon de winst in 2021 op Rivian Automotive weer volledig afboeken.
| Jaar | Omzet (× US$ miljard) | Omzet- groei | Bedrijfs- resultaat | Netto- resultaat |
| Jaar | Omzet (× US$ miljard) | Omzet- groei | (× US$ miljoen)     | (× US$ miljoen)  |
| ---- | --------------------- | ------------ | ------------------- | ---------------- |
| 2000 | 2,8                   | -            | −864                | −1411            |
| 2001 | 3,1                   | 11%          | −412                | −557             |
| 2002 | 3,9                   | 26%          | 64                  | −150             |
| 2003 | 5,3                   | 36%          | 271                 | 35               |
| 2004 | 6,9                   | 30%          | 440                 | 588              |
| 2005 | 8,5                   | 23%          | 432                 | 359              |
| 2006 | 10,7                  | 26%          | 389                 | 180              |
| 2007 | 14,8                  | 38%          | 655                 | 476              |
| 2008 | 19,2                  | 30%          | 842                 | 645              |
| 2009 | 24,5                  | 28%          | 1129                | 902              |
| 2010 | 34,2                  | 40%          | 1406                | 1152             |
| 2011 | 48,1                  | 41%          | 862                 | 631              |
| 2012 | 61,1                  | 27%          | 676                 | −39              |
| 2013 | 74,5                  | 22%          | 745                 | 274              |
| 2014 | 89,0                  | 19%          | 178                 | −241             |
| 2015 | 107,0                 | 20%          | 2233                | 596              |
| 2016 | 136,0                 | 27%          | 4186                | 2371             |
| 2017 | 177,9                 | 31%          | 4106                | 3033             |
| 2018 | 232,9                 | 31%          | 12.421              | 10.073           |
| 2019 | 280,5                 | 20%          | 14.541              | 11.588           |
| 2020 | 386,1                 | 38%          | 22.899              | 21.331           |
| 2021 | 469,8                 | 22%          | 21.879              | 33.364           |
| 2022 | 514,0                 | 9%           | 12.248              | −2722            |
| 2023 | 574,8                 | 12%          | 36.852              | 30.425           |
| 2024 | 638,0                 | 11%          | 68.593              | 59.248           |

### Vestigingen in België

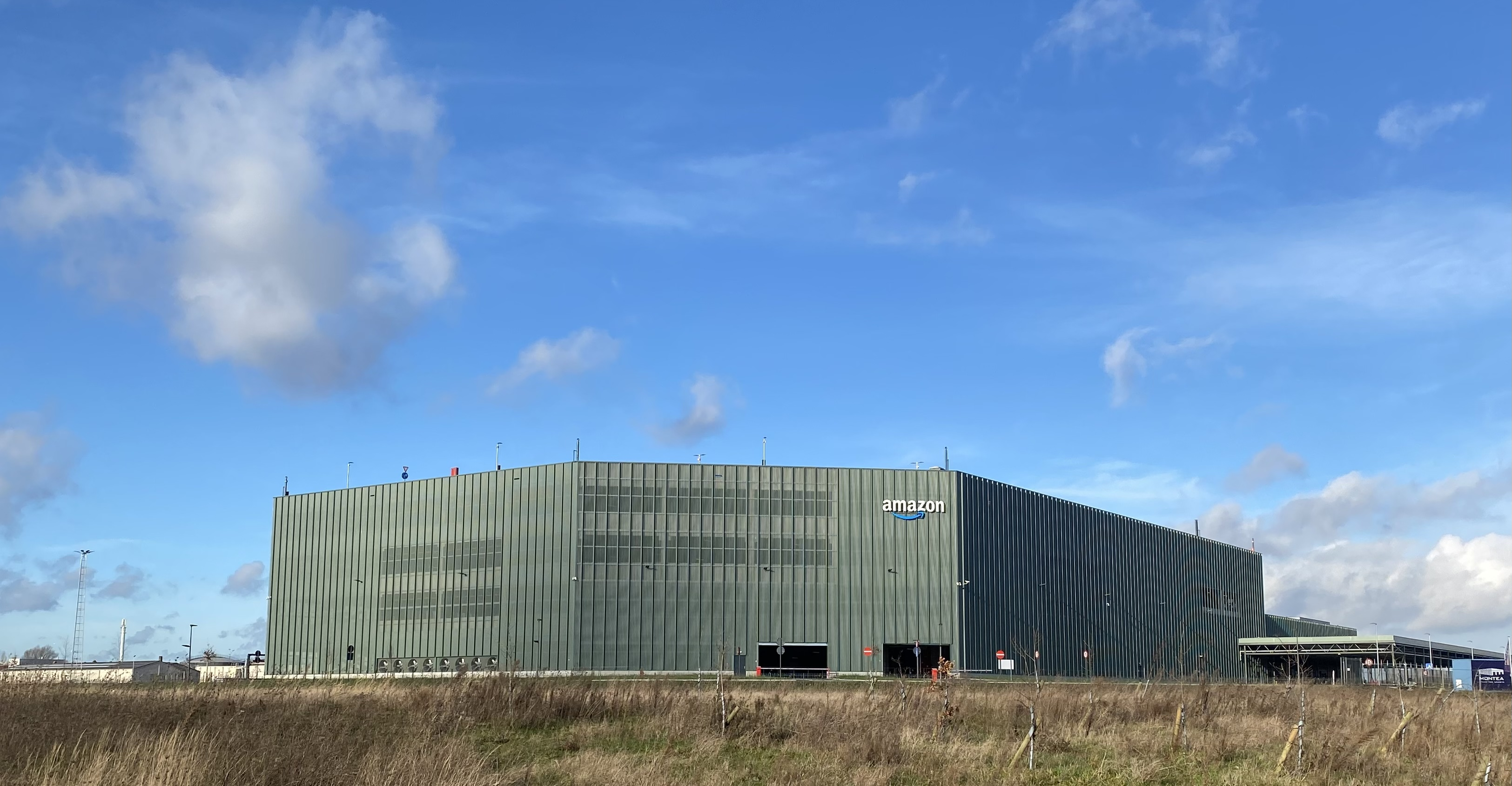
Amazon.com distributiecentrum in Antwerpen

Begin november 2022 opende Amazon een distributiecentrum voor België op het Antwerpse Blue Gate bedrijventerrein. In de aanloop naar het nieuwe centrum werd in oktober ook een Belgische website gelanceerd.

## Geschiedenis
Amazon startte de activiteiten in juli 1995. In 1997 ging "Earth’s Biggest Bookstore" naar de NASDAQ-aandelenbeurs. Er werden 3 miljoen aandelen geplaatst tegen een koers van US$ 16 per stuk. In het zojuist afgesloten boekjaar had het een omzet van 32 miljoen dollar en iets meer dan 250 personeelsleden. Vanaf het begin hadden beleggers al veel vertrouwen in Amazon, waardoor het ook tijdens de internetzeepbel eind jaren '90 een populair bedrijf voor belegging bleef. 
Het Amazon Web Services-platform werd gelanceerd in juli 2002. In 2015 werd Annapurna, een kleine producent van computerchips, gekocht voor US$ 350 miljoen. Annapurna werd aangekocht voor het bouwen van gespecialiseerde chips om de gegevensopslag, netwerkverkeer en routinematig computergebruik te verbeteren. In 2018 had het Graviton, een familie van chips, die door meer dan 90% van de AWS-klanten wordt gebruikt binnen de cloudinfrastructuur.
Na het knappen van de bel kreeg Amazon veel kritiek op zijn ondernemingsmodel, maar het maakte zijn eerste jaarwinst in 2003. Op 1 juni 2017 bereikte de koers van het aandeel US$ 1000 en kwam de totale marktkapitalisatie uit op US$ 480 miljard. Sinds de beursintroductie in 1997 is het aandeel driemaal gesplitst, in 1998 2 nieuwe aandelen voor 1 oud aandeel-split, in januari 1999 3-voor-1 en in september 1999 nogmaals 2-voor-1. Zonder deze splitsingen zou het aandeel Amazon een koers van US$ 12.000 hebben.
In juni 2017 deed Amazon een bod op alle aandelen Whole Foods Market. Het internetbedrijf was bereid US$ 42 per aandeel te betalen waarmee de waarde van de totale transactie uitkwam op circa US$ 13,7 miljard. Whole Foods is een Amerikaanse supermarktketen in het hogere marktsegment, met veel biologische artikelen. Het was de grootste overname uit de geschiedenis van Amazon. Amazon kreeg hiermee een belangrijk additioneel afzetkanaal. De keten is opgericht in 1978 en telt 460 winkels in de Verenigde Staten, Canada en het Verenigd Koninkrijk en had in het laatste afgesloten boekjaar een omzet van US$ 16 miljard. De overname werd op 28 augustus 2017 afgerond. Amazon heeft direct de prijzen van een aantal goedlopende artikelen bij Whole Foods verlaagd.
In juni 2018 maakte Amazon bekend de Amerikaanse onlineapotheek PillPack over te nemen. PillPack bestaat sinds 2013 en verpakt geneesmiddelen op recept. Het bedrijf is uitsluitend actief in de Verenigde Staten. In 2017 heeft Amazon in diverse Amerikaanse staten vergunningen gekregen om voorgeschreven geneesmiddelen te mogen aanbieden. Amazon krijgt met Pillpack een positie in de markt voor receptmedicatie, die alleen in de VS al US$ 560 miljard per jaar groot is. De transactie werd op 11 september 2018 afgerond.
Op 2 februari 2021 maakte Amazon bekend dat Jeff Bezos zal aftreden als CEO, maar hij blijft in raad van bestuur, in het derde kwartaal 2021. Andy Jassy zal hem als CEO opvolgen.
In maart 2021 maakte Amazon bekend geen boeken meer te verkopen waarin lhbti'ers ziek worden genoemd.
In mei 2021 werd de overname van filmstudio Metro-Goldwyn-Mayer (MGM) bekendgemaakt. Amazon was bereid US$ 8,45 miljard, inclusief de schulden van MGM, te betalen. Met deze acquisitie werd de positie van Amazon Prime Video versterkt. MGM heeft een grote collectie van ruim 4000 films, waaronder de James Bond-reeks, en tv-producties zoals The Handmaid's Tale. MGM stond al enige tijd in de verkoop en Netflix en Apple hadden ook interesse getoond.
Op 5 augustus 2022 maakte Amazon een overnamebod bekend van US$ 1,7 miljard, dit is US$ 61 per aandeel, op iRobot. Deze overname paste binnen het beleid van Amazon, dat investeert in smart home en de ontwikkeling van eigen robots als Astro. De overeenkomst moest nog goedgekeurd worden door de aandeelhouders en de Amerikaanse mededingingsautoriteiten.
In januari 2023 maakte Amazon het ontslag bekend van ruim 18.000 werknemers. Vooral bij de afdeling personeelszaken en Amazons fysieke winkels vielen de ontslagen. Eerder kondigde Amazon al aan kosten te besparen op de apparatendivisie met producten als de Kindle-e-reader en Alexa-spraakcomputer. Verder worden minder snel distributiecentra geopend om daarmee ook op kosten te besparen.
Op 6 september 2023 wees de Europese Commissie Amazon aan als poortwachter in het kader van de Verordening digitale markten en werden Amazon Marketplace en Amazon Advertising aangewezen als kernplatformdiensten.
In november 2024 maakte Amazon bekend een bedrag van 4 miljard dollar te investeren in Anthropic, een bedrijf dat generatieve AI-systemen maakt zoals Claude. Anthropic is al een klant van AWS en in ruil voor de investering zal Anthropic uitsluitend zijn modellen trainen binnen de cloud van Amazon. Anthropic werkt verder samen met Annapurna Labs, de chipmaker van AWS, dat zijn Trainium-chips voor het trainen van AI-modellen verder wil ontwikkelen.

### Arbeidsomstandigheden

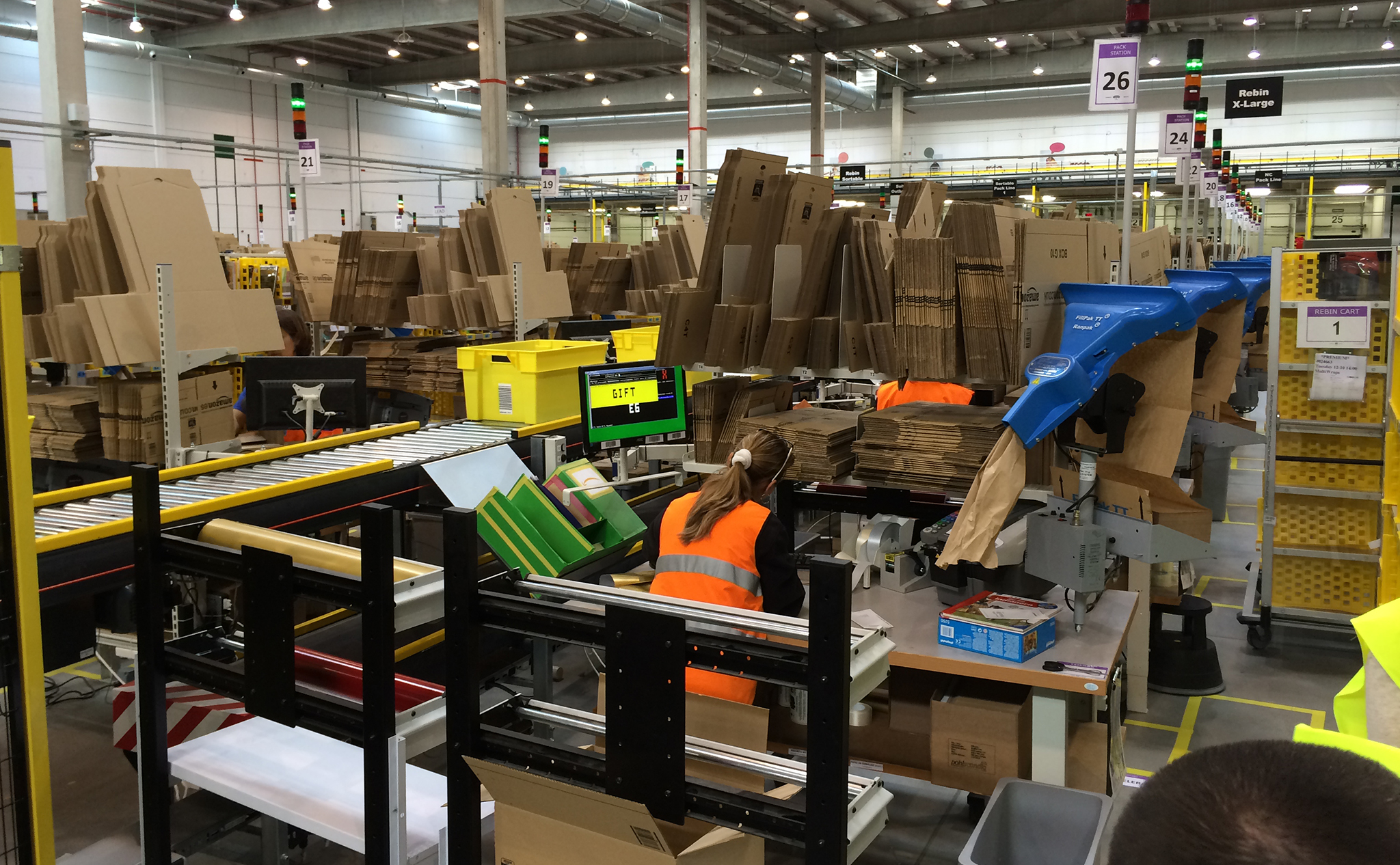
Magazijnmedewerkster aan het werk in een magazijn in Spanje, 2013